# Darja Semeņistaja
Darja Semeņistaja (Lettonia, 16 settembre 2002) è una tennista lettone.

## Carriera
Darja Semeņistaja ha vinto 15 titoli in singolare e 10 titoli in doppio nel circuito ITF in carriera. Il 1 aprile 2024 ha raggiunto il best ranking mondiale nel singolare, nr. 106, e il miglior piazzamento mondiale nel doppio il 14 ottobre 2024, al nr. 127.
Nel 2021, è stata la giocatrice con il maggior numero di titoli vinti in singolare in una stagione, ottenendo ben sette trofei.
Nei tornei del Grande Slam, fa il suo debutto agli Open di Francia 2023, dove è sconfitta nel primo turno delle qualificazioni. Le va meglio al  Torneo di Wimbledon 2023, dove è arrivata a un passo dal suo primo tabellone principale, sconfitta nell'ultimo turno.

## Circuito WTA 125

### Singolare

#### Vittorie (2)
| N. | Data             | Torneo                                       | Superficie  | Avversaria in finale | Punteggio        |
| 1. | 11 febbraio 2024 | Mumbai Open, Mumbai                          | Cemento     | Storm Hunter         | 5-7, 7-6(6), 6-2 |
| 2. | 6 aprile 2025    | Open Internacional Femení Solgironès, Bisbal | Terra rossa | Dalma Gálfi          | 5-7, 6-0, 6-4    |

### Doppio

#### Vittorie (2)
| N. | Data              | Torneo                             | Superficie  | Compagna         | Avversarie in finale          | Punteggio        |
| 1. | 6 gennaio 2024    | Canberra International, Canberra   | Cemento     | Veronika Erjavec | Kaylah McPhee Astra Sharma    | 6-2, 6-4         |
| 2. | 14 settembre 2024 | Țiriac Foundation Trophy, Bucarest | Terra rossa | Carole Monnet    | Aliona Bolsova Katarzyna Kawa | 1-6, 6-2, [10-7] |

#### Sconfitte (3)
| N. | Data           | Torneo                                       | Superficie  | Compagna           | Avversarie in finale       | Punteggio        |
| 1. | 3 gennaio 2025 | Canberra International, Canberra             | Cemento     | Nina Stojanović    | Jaimee Fourlis Petra Hule  | 5-7, 6-4, [6-10] |
| 2. | 5 aprile 2025  | Open Internacional Femení Solgironès, Bisbal | Terra rossa | Nina Stojanović    | Magali Kempen Anna Sisková | 6(1)-7, 1-6      |
| 3. | 19 luglio 2025 | Antico Tiro a Volo Open, Roma                | Terra rossa | Ekaterine Gorgodze | Cho I-hsuan Cho Yi-tsen    | 6-4, 4-6, [6-10] |

## Statistiche ITF

### Singolare

#### Vittorie (15)
| Torneo $100.000 (0) |
| Torneo $80.000 (0)  |
| Torneo $60.000 (3)  |
| Torneo $40.000 (2)  |
| Torneo $25.000 (3)  |
| Torneo $15.000 (7)  |

| N.  | Data             | Torneo                                           | Superficie  | Avversaria in finale   | Punteggio        |
| 1.  | 4 luglio 2021    | Prokuplje Open, Prokuplje                        | Terra rossa | Alice Robbe            | 6-2, 2-6, 6-3    |
| 2.  | 11 luglio 2021   | Prokuplje Open, Prokuplje                        | Terra rossa | Natalija Senić         | 6-0, 6-2         |
| 3.  | 15 agosto 2021   | World Tennis Tour Women's Bratislava, Bratislava | Terra rossa | Pia Lovrič             | 6-4, 6-3         |
| 4.  | 29 agosto 2021   | Elite Tennis Club Cup, Čornomors'k               | Terra rossa | Nicole Fossa Huergo    | 6-3, 6-2         |
| 5.  | 3 ottobre 2021   | World Tennis Tour Cancun, Cancún                 | Cemento     | María Portillo Ramírez | 6-3, 7-5         |
| 6.  | 10 ottobre 2021  | World Tennis Tour Cancun, Cancún                 | Cemento     | María Portillo Ramírez | 5–7, 7–6(5), 6–0 |
| 7.  | 17 ottobre 2021  | World Tennis Tour Cancun, Cancún                 | Cemento     | Rachel Gailis          | 7-5, 7-5         |
| 8.  | 13 febbraio 2022 | World Tennis Tour Cancun, Cancún                 | Cemento     | Lina Glushko           | 4-6, 7-6(5), 6-2 |
| 9.  | 15 maggio 2022   | ForteVillage ITF Trophy, Pula                    | Terra rossa | Irina Chromačëva       | 6-4, 4-6, 6-1    |
| 10. | 25 giugno 2022   | Ystad Women's, Ystad                             | Terra rossa | Sofia Samavati         | 3-6, 6-3, 6-1    |
| 11. | 11 febbraio 2023 | CMDX Open, Città del Messico                     | Cemento     | Jana Kolodjnska        | 7-5, 4-0, rit.   |
| 12. | 7 maggio 2023    | Advantage Cars Prague Open, Praga                | Terra rossa | Jéssica Bouzas Maneiro | 2-6, 6-3, 6-4    |
| 13. | 9 luglio 2023    | Liepajas Tenisa Sporta Skola, Liepāja            | Terra rossa | Jessie Aney            | 6-4, 6-4         |
| 14. | 23 luglio 2023   | ITS Cup, Olomouc                                 | Terra rossa | Lea Bošković           | 6(6)-7, 6-3, 6-1 |
| 15. | 21 gennaio 2024  | ITF WTT KSLTA, Bangalore                         | Cemento     | Carole Monnet          | 6-1, 3-0, rit.   |

#### Sconfitte (2)
| Torneo $100.000 (0) |
| Torneo $80.000 (0)  |
| Torneo $60.000 (1)  |
| Torneo $40.000 (0)  |
| Torneo $25.000 (1)  |
| Torneo $15.000 (0)  |

| N. | Data             | Torneo                               | Superficie  | Avversaria in finale | Punteggio     |
| 1. | 19 febbraio 2023 | Women's Santo Domingo, Santo Domingo | Cemento     | Carole Monnet        | 5-7, 6-3, 1-6 |
| 2. | 6 ottobre 2024   | Šibenik Open, Sebenico               | Terra rossa | Sára Bejlek          | 2-6, 0-6      |

### Doppio

#### Vittorie (10)
| Torneo $100.000 (1) |
| Torneo $80.000 (0)  |
| Torneo $60.000 (1)  |
| Torneo $40.000 (2)  |
| Torneo $25.000 (2)  |
| Torneo $15.000 (4)  |

| N.  | Data              | Torneo                                   | Superficie  | Compagna             | Avversarie in finale                     | Punteggio           |
| 1.  | 26 settembre 2020 | Magic Tours, Monastir                    | Cemento     | Laetitia Pulchartová | Dar'ja Astachova Anastasija Suchotina    | 6-2, 6(8)-7, [10-5] |
| 2.  | 3 ottobre 2020    | Magic Hotel Tours, Monastir              | Cemento     | Dar'ja Astachova     | María Carlé Olivia Gram                  | 6-4, 6-3            |
| 3.  | 16 ottobre 2021   | World Tennis Tour Cancun, Cancún         | Cemento     | Anna Ulyashchenko    | Nadia Echeverría Alam Rushri Wijesundera | 6-4, 6-4            |
| 4.  | 17 settembre 2022 | ForteVillage ITF Trophy, Pula            | Terra rossa | Jibek Kulambaeva     | Lu Jiajing Anita Wagner                  | 6-2, 6-2            |
| 5.  | 2 dicembre 2022   | ITF Women's Ciudad de Valencia, Valencia | Terra rossa | Marine Szostak       | Lucía Cortez Llorca Claudia Hoste Ferrer | w/o                 |
| 6.  | 18 febbraio 2023  | Women's Santo Domingo, Santo Domingo     | Cemento     | Sofia Sewing         | Nefisa Berberović Eudice Chong           | 6-3, 6-2            |
| 7.  | 8 luglio 2023     | Liepajas Tenisa Sporta Skola, Liepāja    | Terra rossa | Daniela Vismane      | Çağla Büyükakçay Lina Ǵorčeska           | 6-4, 2-6, [10-3]    |
| 8.  | 20 gennaio 2024   | ITF WTT KSLTA, Bangalore                 | Cemento     | Camilla Rosatello    | Li Yu-yun Eri Shimizu                    | 3-6, 6-2, [10-8]    |
| 9.  | 27 gennaio 2024   | NECC-DECCAN ITF Women's Tournament, Pune | Cemento     | Alex Eala            | Naiktha Bains Fanny Stollár              | 7-6(8), 6-3         |
| 10. | 4 maggio 2025     | Wiesbaden Tennis Open, Wiesbaden         | Terra rossa | Jibek Kulambaeva     | Jesika Malečková Miriam Škoch            | 4-6, 6-3, [11-9]    |

#### Sconfitte (7)
| Torneo $100.000 (1) |
| Torneo $80.000 (0)  |
| Torneo $60.000 (2)  |
| Torneo $40.000 (1)  |
| Torneo $25.000 (2)  |
| Torneo $15.000 (1)  |

| N. | Data              | Torneo                                                      | Superficie  | Compagna             | Avversarie in finale                 | Punteggio         |
| 1. | 19 settembre 2020 | Magic Tours, Monastir                                       | Cemento     | Olivia Gram          | Julija Hatoŭka Hanna Kaburava        | 6-2, 5-7, [6-10]  |
| 2. | 19 febbraio 2022  | World Tennis Tour Cancun, Cancún                            | Cemento     | Marija Bondarenko    | Anna Rogers Christina Rosca          | 1-6, 4-6          |
| 3. | 6 marzo 2022      | Santo Domingo Women's Open, Santo Domingo                   | Cemento     | Anastasija Tichonova | Irina Chromačëva Natalija Stevanović | 1-6, 6(5)-7       |
| 4. | 4 febbraio 2023   | CMDX Open, Città del Messico                                | Cemento     | Suzan Lamens         | Berfu Cengiz Sofia Sewing            | 1-6, 6-1, [10-12] |
| 5. | 22 luglio 2023    | ITS Cup, Olomouc                                            | Terra rossa | Jibek Kulambaeva     | Magdaléna Smékalová Tereza Valentová | 2-6, 2-6          |
| 6. | 28 ottobre 2023   | Torneig Internacional Els Gorchs, Les Franqueses del Vallès | Cemento     | Gao Xinyu            | Angelica Moratelli Camilla Rosatello | 6-4, 5-7, [6-10]  |
| 7. | 31 maggio 2025    | Internazionali Femminili di Tennis di Brescia, Brescia      | Terra rossa | Gabriela Knutson     | Maja Chwalińska Sinja Kraus          | 0-6, 3-6          |